# Katagum
Katagum est une zone de gouvernement local de l'État de Bauchi au Nigeria.

## Émirat de Katagum
L'émirat de Katagum est fondé vers 1807 par Ibrahim Zakiyul Kalbi.
Le 12e émir de Katagum est Alhaji Umar Kabeer Umar II, le fils aîné d'Alhaji [Dr.] Kabir Umar, le 11e émir de Katagum.